# Алесандрия дел Карето
Алеса̀ндрия дел Карѐто (на италиански: Alessandria del Carretto) е село и община в Южна Италия, провинция Козенца, регион Калабрия. Разположено е на 1000 m надморска височина. Населението на общината е 511 души (към 2012 г.).